# Manuel Sofovich
Manuel Sofovich (Pergamino, Provincia de Buenos Aires, 1900 - Buenos Aires, 3 de junio de 1960) fue un periodista y guionista argentino, padre de los guionistas, productores y directores Gerardo y Hugo Sofovich.

## Trayectoria
Hijo de David Sofovich y Fanny Yasky, inmigrantes judeo-rusos, Fue hermano entre otros de la escritora Luisa Sofovich, y del abogado Bernardo Sofovich, así como tío de Laura Sofovich Yusem. Se casó con Rebecca Levis, con quien tuvo a sus hijos, Gerardo y Hugo Sofovich.
Sofovich fue un periodista relevante en su época, fue además autor de más de 56 obras estrenadas. Trabajó junto a Pablo Suero y apadrinó a Alfredo Le Pera, llegando a trabar amistades con el conocido cantante Carlos Gardel.  Durante los gobiernos de Juan Domingo Perón (1946-1955) no trabajó debido a que fue proscripto por el peronismo. 
Sofovich instaló también la polémica acerca de la edad verdadera de Gardel, afirmando que para 1932 tenía 49 años, lo que contradecía versiones oficiales acerca de que era un francés nacido en Toulouse en 1890. Lo hizo por primera vez el 9 de septiembre de 1953 y posteriormente en el año 1960.
Falleció el 3 de junio de 1960 en Buenos Aires.